# Католицизм в Объединённых Арабских Эмиратах
Католицизм в Объединённых Арабских Эмиратах. Католическая церковь в ОАЭ является частью всемирной Католической церкви. Точную численность католиков в стране определить невозможно, по некоторым оценкам в 1995 году католики насчитывали 122 тысячи человек, в 2007 году католики составляли 4,5 % населения страны, то есть около 250 тысяч человек. По информации Католической энциклопедии в 2007 году католиков в ОАЭ было около 350 тысяч человек. По другим данным в 2015 году их число может доходить до одного миллиона человек. Только число прихожан собора св. Иосифа в Абу-Даби превышает 100 тысяч человек. Подавляющее большинство католиков составляют рабочие-мигранты, главным образом из Индии и Филиппин. Существует община католиков византийского обряда (выходцы с Украины, из Польши и Словакии), которая для богослужений использует храм Антиохийской православной церкви в Дубае с согласия последней.
Католическая община в ОАЭ входит в состав апостольского викариата Южной Аравии с центром в городе Абу-Даби.

## История
В 1841 году в Адене, бывшим крупным портовым городом, была основана миссия для проживавших там иностранцев-католиков, которую возглавил священник Серафини из ордена сервитов. В 1854 году миссия была преобразована в апостольскую префектуру Адена, пастырское попечение над которой было поручено монахам из ордена капуцинов.
4 мая 1888 года Святой Престол преобразовал апостольскую префектуру в апостольский викариат Адена. В 1889 году апостольский викариат Адена был переименован в апостольский викариат Аравии, чья территория охватывала весь Аравийский полуостров.
29 июня 1953 года апостольский викариат Аравии передал часть своей территории (Северная Аравия) для новой апостольской префектуры Кувейта (сегодня — Апостольский викариат Северной Аравии).
В 1973 году центр апостольского викариата Аравии был перенесён из Йемена в Объединённые Арабские Эмираты, а в 2011 году он был переименован в апостольский викариат Южной Аравии. В 2007 году были установлены дипломатические отношения между ОАЭ и Святым Престолом.

## Современное состояние
Хотя ислам является государственной религией страны, отношение к католикам из числа эмигрантов терпимое, функционированию католических приходов препятствий со стороны властей не чинится. Политика правящей королевской семьи основана на уважении иностранных общин на территории страны, в том числе и в религиозном плане. Шейх Халифа ибн Зайд Аль Нахайян не раз произносил слова поощрения в адрес католических общин ОАЭ и призывал их поддерживать Эмираты в стремлении стать «глобальной нацией», в которой гармоничное сосуществование идет в ногу с экономическим развитием.
По данным на июнь 2015 в ОАЭ действуют восемь приходов:
- Собор Святого Иосифа, Абу-Даби, центральный храм апостольского викариата Южной Аравии
- Церковь Святой Марии, Эль-Айн;
- Церковь Святой Марии, Дубай;
- Церковь Святого Франциска Ассизского, Джебель-Али;
- Церковь Богоматери Неустанной Помощи, Эль-Фуджайра;
- Церковь Святого Михаила, Шарджа;
- Церковь Святого Антония Падуанского, Рас-эль-Хайма;
- Церковь Святого апостола Павла, Абу-Даби, освящён 12 июня 2015 года[9].

В стране осуществляют служение францисканцы-капуцины, в частности к этому ордену принадлежит и глава апостольского викариата Пауль Хиндер и сёстры-кармелитки, помимо прочего на их попечении находится единственная в стране католическая школа св. Иосифа в Абу-Даби.